# ستيبان فويتيتش
ستيبان فويتيتش (بالتشيكية: Štěpán Vojtěch)‏ مواليد 23 أبريل 1977، هو سائق راليات تشيكي. بدأ مسيرته في سنة 2005. كان أول رالي له هو رالي ألمانيا 2005. تسابق في بطولة العالم للراليات.

## روابط خارجية
- ستيبان فويتيتش على موقع Rallye-info.com (الإنجليزية)
- ستيبان فويتيتش على موقع eWRC-results.com (الإنجليزية)